# William Cliff
William Cliff (pseudonym för André Imberechts), född 27 december 1940, är en belgisk poet.
Hans dikter uppmärksammades tidigt av Raymond Queneau och fram till 1986 hade han en pålitlig utgivare i Gallimard. Hans stil bryter av mot tidsepokens franskspråkiga diktning, men det finns likheter hos till exempel Queneau och Georges Perros. Bland de som följt i hans spår återfinns möjligen endast Michel Houellebecq, även om Cliff arbetar med ett större historiskt perspektiv än denne (han påminner ibland om François Villon). Han har ofta skrivit vers i extremt bunden form. Cliff har rest mycket, i Europa, Asien och Amerika, vilket har satt spår i hans diktning.

## Priser och utmärkelser
- Prix Marcel Thiry, 2001
- Prix triennal de poésie, 2004
- Grand Prix de poésie de l'Académie française, 2007
- Prix Kowalski par la Ville de Lyon, 2008.
- Prix Quinquennal de littérature, 2010

## Verk (urval)
- Écrasez-le, 1976
- America, 1983
- Fête Nationale, 1992
- Journal d'un Innocent, 1996
- Immense Existence, 2007

## Översättning (urval)
- Dante, L'Enfer, Éditions du Hazard, 2013, La Table Ronde, 2014
- Dante, Le Purgatoire, Éditions du Hazard, 2019, La Table Ronde, 2021